# Desa Kadubeureum (administrativ by i Indonesien, lat -6,20, long 106,05)
Desa Kadubeureum är en administrativ by i Indonesien.   Den ligger i provinsen Banten, i den västra delen av landet, 90 km väster om huvudstaden Jakarta.